# 1911 في أستراليا
فيما يلي قوائم الأحداث التي وقعت خلال عام 1911 في أستراليا.

## سياسة

### تعيين في المنصب
- 1 يناير – جون مكدونالد عضو الجمعية التشريعية لأستراليا الغربية ‏.
- 1 يناير – صموئيل جيمس ميتشيل Justice of the Northern Territory Supreme Court ‏.
- 8 فبراير – فرانك برينان عضو مجلس النواب الأسترالي ‏.
- 25 فبراير – جون آدمسون عضو المجلس التشريعي لولاية كوينزلاند ‏.
- 8 يونيو – هربرت هايز عضو مجلس نواب تسمانيا ‏.
- 16 يونيو – ألفرد هامبسون عضو الجمعية التشريعية  في فيكتوريا ‏.
- 5 أغسطس – تشارلز موريس عضو المجلس التشريعي لجنوب أستراليا ‏.
- 3 أكتوبر – ألبرت غرين عضو الجمعية التشريعية لأستراليا الغربية ‏.
- 3 أكتوبر – جورج فولي عضو الجمعية التشريعية لأستراليا الغربية ‏.
- 17 نوفمبر – هاري جاكسون Speaker of the South Australian House of Assembly ‏.

### انتهاء فترة المنصب
- 4 فبراير – جورج إدواردز عضو مجلس النواب الأسترالي ‏.
- 1 يوليو – ثيودور بروس عضو المجلس التشريعي لجنوب أستراليا ‏.
- 8 أكتوبر – لي باتشيلور عضو مجلس النواب الأسترالي ‏.

## رياضة
- 1 يناير – البطولات الأسترالاسية 1911

## مواليد

### يناير
- 1 يناير – اريك بورتر مخرج أفلام أسترالي.[1]
- 1 يناير – ستان روبنسون لاعب دوري رغبي أسترالي.
- 1 يناير – فرنسيس كيربي
- 1 يناير – ماكس نيكسون لاعب دوري رغبي أسترالي.
- 5 يناير – اريك ويلسون رسام أسترالي.[2]
- 21 يناير – ديك غارارد مصارع هاوي أسترالي.

### فبراير
- 16 فبراير – هال بورتر[3]

### مارس
- 11 مارس – سيريل سولومون لاعب كركيت أسترالي.
- 13 مارس – جاي جي. فيليبس عالم اقتصاد أسترالي.
- 25 مارس – تيري أوغدن لاعب كرة قدم أسترالي.

### أبريل
- 1 أبريل – راي ماهر سياسي أسترالي.
- 6 أبريل – هيرب غراهام سياسي أسترالي.
- 15 أبريل – فرانك الكسندر لاعب كركيت أسترالي.
- 25 أبريل – ليونارد لونغ رسام أسترالي.[4]

### مايو
- 11 مايو – مالكوم سكوت سياسي أسترالي.

### يونيو
- 8 يونيو – رالف غرين لاعب كرة قدم أسترالية أسترالي.
- 21 يونيو – تشيستر ويلموت[5]

### يوليو
- 11 يوليو – أوليف كوتن مصورة أسترالية.[6]
- 20 يوليو – غلوريا بيفان
- 24 يوليو – بوب أرمسترونغ

### أغسطس
- 19 أغسطس – كونستانس ورث ممثلة أسترالية.
- 25 أغسطس – نانسي أونيل ممثلة بريطانية.
- 30 أغسطس – وينستون نوبل سياسي أسترالي.

### سبتمبر
- 5 سبتمبر – ليزلي ريتشاردسون لاعب كركيت أسترالي.
- 29 سبتمبر – جيمس ميرفي لاعب كريكت أسترالي.

### أكتوبر
- 11 أكتوبر – إدوارد فيرنون لاعب كركيت أسترالي.
- 12 أكتوبر – جون إنجلاند سياسي أسترالي.
- 26 أكتوبر – جون هايند ناقد سينمائي أسترالي.

### نوفمبر
- 1 نوفمبر – صموئيل ارين كاري
- 8 نوفمبر – روبرت جاكسون سياسي أسترالي.[7]
- 13 نوفمبر – فرانك فين لاعب كرة قدم أسترالي.

### ديسمبر
- 18 ديسمبر – جاك فيتزباتريك لاعب كركيت أسترالي.

## وفيات

### فبراير
- 4 فبراير – جورج إدواردز (مواليد 1855) سياسي أسترالي.
- 7 فبراير – هاري غراهام (مواليد 1870)

### مارس
- 10 مارس – جوشوا توماس بيل (مواليد 1863) سياسي أسترالي.
- 18 مارس – ريتشارد بيكر (مواليد 1842) سياسي أسترالي.

### مايو
- 1 مايو – جورج ريتشاردسون (مواليد 1834) لاعب كريكت أسترالي.
- 18 مايو – جوناس ديفيس (مواليد 1859) لاعب كريكت أسترالي.
- 23 مايو – ألفرد كوكس (مواليد 1825) سياسي نيوزيلندي.
- 25 مايو – جون لورد (مواليد 1844) لاعب كركيت أسترالي.

### يوليو
- 3 يوليو – توماس برايس (مواليد 1842) جندي أسترالي.[8]
- 31 يوليو – جاك إدواردز (مواليد 1860) لاعب كركيت أسترالي.

### سبتمبر
- 15 سبتمبر – لويس جولدسميث (مواليد 1846) لاعب كركيت أسترالي.

### أكتوبر
- 8 أكتوبر – لي باتشيلور (مواليد 1865) سياسي أسترالي.

### ديسمبر
- 13 ديسمبر – ريغي داف (مواليد 1878) لاعب كركيت أسترالي.